# Edward Low

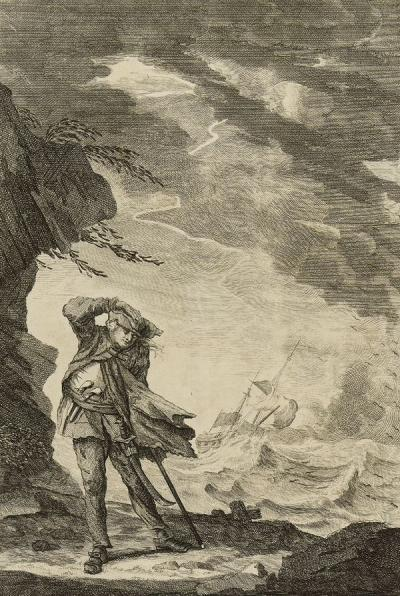
Edward Low

Edward Ned Low (overleden in 1724) was een Engels piraat.
Low zou in Westminster, Londen, Engeland geboren zijn. In zijn jonge jaren deed hij vooral aan stelen en zakkenrollen. Hij was dit na een aantal jaren zat en verhuisde naar Boston in Amerika. Daar trouwde hij en kreeg twee kinderen.
Low werkte als havenarbeider en ging in sommige gevallen varen om aan de kost te komen. Na enkele jaren overleed zijn zoon en niet veel later ook zijn vrouw Elize. Hij bleef over met zijn dochter. Low besloot zijn geluk te beproeven door met een sloep met bemanning naar Honduras af te varen. Daar zou hij aan een kostbare vracht kunnen komen om weer in Boston te verhandelen. Door muiterij is Low met een paar vrienden van boord gezet, maar binnen een paar dagen wisten ze een andere sloep te veroveren en dit zou het keerpunt voor Low geweest zijn om verder als piraat door het leven te gaan. Low en zijn manschappen boekten grote successen in de Caraïben, maar de prijs op het hoofd van Low werd te groot en hij besloot zijn geluk te zoeken aan de andere kant van de Atlantische Oceaan, vooral rond de Azoren en de Canarische eilanden. Low zou vanaf die tijd door het leven gaan als een sadist. Gevangenen sneed hij de lippen af en liet die ze zelf opeten. Hij had ook een eigen vlag, zwart met een menselijk geraamte, rood gekleurd. Hij zou ook de vlag van Edward Teach (beter bekend als Zwartbaard) een tijdje gevoerd hebben.
Het laatste wat van Low vernomen is dat hij met zijn schip gezonken zou zijn nabij de Canarische Eilanden na een achtervolging van het schip de Greyhound. Zijn carrière zou veertien maanden geduurd hebben.